# Ilyushin Il-40
Ilyushin Il-40 (Tên mã NATO: Brawny) là một loại máy bay cường kích bọc giáp phản lực của Liên Xô.

## Biến thể
- Il-40
- Il-40P
- Il-40K - (korrektirovshchik - corrector)
- Il-40T - (torpedonosets)
- Il-42
- Il-102

## Tính năng kỹ chiến thuật (Il-40P)
Dữ liệu lấy từ Gordon, OKB Ilyushin: A History of the Design Bureau and its Aircraft
Đặc điểm tổng quát
- Tổ lái: 2
- Chiều dài: 17,215 m (56 ft 5¾ in)
- Sải cánh: 17 m (55 ft 9½ in)
- Chiều cao: 5,76 m (18 ft 10 5/8 in)
- Diện tích cánh: 54,1 m² (582,4 ft²)
- Trọng lượng rỗng: 8.500 kg (18.750 lb[1])
- Trọng lượng có tải: 16.600 kg (36.600 lb)
- Trọng lượng cất cánh tối đa: 17.600 kg (38.810 lb)
- Động cơ: 2 × Tumansky RD-9V turbojet
  - Lực đẩy thô: 2.600 kgf (25 kN) (5730 lbf) mỗi chiếc
  - Lực đẩy khi đốt tăng lực: 3.250 kgf (31,9 kN) (7170 lbf) mỗi chiếc

 Hiệu suất bay 
- Vận tốc cực đại: 993 km/h (617 mph)
- Tầm bay: 1.320 km (808 mi (với thùng dầu phụ))
- Trần bay: 11.600 m (38.000 ft (Il-40))
- Tải trên cánh: 31,5 kg/m² (64,5 lb/ft²)

Trang bị vũ khí

- Súng: 

  - 5 × pháo AM-23 23 mm
- Bom: Lên tới 1.400 kg (3.100 lb) bom, rocket, thùng dầu phụ